# Agalychnis medinae
Espèce
Synonymes
- Phyllomedusa medinae Funkhouser, 1962
- Hylomantis medinae (Funkhouser, 1962)

Statut de conservation UICN

 DD  : Données insuffisantes
Agalychnis medinae est une espèce d'amphibiens de la famille des Phyllomedusidae.

## Répartition
Cette espèce est endémique du Venezuela. Elle se rencontre dans les États d'Aragua, de Carabobo et de Yaracuy de 1 000 à 1 300 m d'altitude dans la cordillère de la Costa.

## Description
Le mâle holotype mesure 40 mm.

## Étymologie
Cette espèce est nommée en l'honneur de Gonzalo Medina Padilla (1930-2009).
Pour Brandon-Jones, Duckworth, Jenkins, Rylands et Sarmiento en 2007 l'orthographe medinai est fautive.

## Publication originale
- Funkhouser, 1962 : A New Phyllomedusa from Venezuela. Copeia, vol. 1962, no 3, p. 588-590.